# Zoria (rejon kramatorski)
Zoria (ukr. Зоря) – osiedle na Ukrainie, w obwodzie donieckim, w rejonie kramatorskim, w hromadzie Illiniwka. W 2001 liczyło 976 mieszkańców, spośród których 764 wskazało jako ojczysty język ukraiński, 209 rosyjski, a 3 białoruski.